# Geely Jingang
La Geely Jingang est la version tri-corps de la Geely Jinying. Elle est sortie en 2006. Elle est motorisée par un 4 cylindre de 94 ou 107ch.